# Feodosija
Feodosia of Theodosia (Russisch: Феодосия; Oekraïens: Феодосія;  Oudgrieks: Θεοδοσία, Theodosia; Turks en Tataars: Kefe) (in de Middeleeuwen: Caffa of Kaffa) is een havenstad en stadsrayon op de Krim. De stad heeft 74.669 inwoners (2001), in meerderheid Russen.

## Geschiedenis
Feodosia werd in de 6e eeuw v.Chr. door Griekse kolonisten uit Milete gesticht onder de naam Theodosia. De stad werd beheerst door achtereenvolgens de Grieken (zie ook: Bosporuskoninkrijk), Romeinen, Goten, Byzantijnen, en Mongolen (Gouden Horde). Dezen verkochten de stad aan het eind van de 13e eeuw aan handelaren uit Genua die er een bloeiende handelsnederzetting van maakten die Caffa of Kaffa werd genoemd.
Lange tijd werd aangenomen dat de Zwarte Dood zich vanaf hier naar Europa verspreidde. Bij een belegering van Feodosia in 1346—1347 zou een leger van de Gouden Horde de lijken van hun aan de ziekte overleden krijgers de stad in hebben geschoten met katapults, om de krachten van de verdedigers te verzwakken. Hierna zou de ziekte via de Genuese handelsroutes verder zijn verspreid, maar uit onderzoek uit 2017 bleek dat dit een ongeloofwaardig verhaal was.
Toen de Genuezen zich te veel met het kanaat van de Krim bemoeiden veroverde de Ottomaanse leider Gedik Ahmed Pasja in 1475 de stad, die als Kefe een van de belangrijkste Turkse havens van de Zwarte Zee werd. De stad bleef lange tijd in handen van de Turken en de Krim-Tataren, maar in 1783 werd de Krim veroverd door de Russen die de stad in 1802 omdoopten in Феодосия (Feodosia), de Russische versie van de antieke Griekse naam. Tijdens de Eerste Wereldoorlog werd Feodosia door de Turkse vloot vanaf de Zwarte Zee beschoten. In oktober 1941 van de Tweede Wereldoorlog veroverden de Duitsers de Krim, Feodosia liep veel schade op. In 1954 werd Feodosia met de rest van de Krim op initiatief van Chroesjtsjov van de toenmalige RSFSR overgedragen aan de Oekraïense SSR.
Tegenwoordig is Feodosia een toeristisch centrum met stranden, bronnen, modderbaden, sanatoria en rusthuizen. Daarnaast leeft de bevolking van landbouw, visserij, visverwerkende industrie. Ook is hier de Morje-scheepswerf gevestigd waar de Voschod-draagvleugelboten worden gebouwd.

## Bezienswaardigheden
- Resten van een vesting uit de 14e tot 15e eeuw.
- Museum van de Russische kunstschilder Ivan Aivazovski.

## Bekende inwoners van Feodosia

### Geboren
- Aleksandre Sjarvasjidze (1867-1968), kunstschilder, scenograaf
- Ivan Aivazovski (1817-1900), kunstschilder

### Woonachtig (geweest)
- Aleksandr Grin (1880-1932), schrijver